# Берчиче, Юри
Юри Берчиче Исета (исп. Yuri Berchiche Izeta; род. 10 февраля 1990, Сараус) — испанский футболист, защитник клуба «Атлетик Бильбао».

## Клубная карьера
Берчиче родился в Басконии, в городе Сараус, и начал свою карьеру в академии клуба «Реал Сосьедад», но в 16 лет перешёл в стан «Атлетика Бильбао». 8 июня 2007 года «Атлетик» договорился с «Тоттенхэмом» о переходе игрока, и Берчиче продолжал своё футбольное образование в Англии. Во время молодёжного турнира в Бельгии он был назван «игроком турнира», а «Шпоры» выиграли турнир, обыграв «Андерлехт» со счётом 4:0 в финале.
26 марта 2009 года Берчиче присоединился в клубу «Челтнем Таун» по договору аренды на один месяц. Два дня спустя он дебютировал в Лиге 1 в матче против «Уолсолла» (1:1).
В апреле 2009 года Берчиче совершил грубый фол против игрока «Сканторп Юнайтед» Генри Лэнсбери (в аренде из «Арсенала»). Хотя он не был удален с поля, тренер «Челтнема» Мартин Аллен сразу же убрал его с поля. Позже выяснилось, что Лэнсбери отделался всего лишь ушибом.
В июле 2009 года Берчиче вернулся в Испанию и присоединился к «Вальядолиду» на правах аренды. Травма основного левого защитника клуба Альберто Маркоса позволила Берчиче выйти в основе в матче-открытии сезона против «Альмерии» (0:0). Однако этот матч остался единственным для игрока за основную команду «Вальядолида», а сам клуб покинул Примеру.
Летом 2010 года 20-летний Берчиче был отпущен «Тоттенхэмом» и подписал двухлетний контракт с «Реал Унион», клубом Сегунды В. 29 июня 2012 года, отыграв за клуб два полных сезона, он вернулся в «Реал Сосьедад», который сразу же одолжил его команде Сегунды «Эйбар».
В начале 2014 года Берчиче продлил контракт с сан-себастьянцами до 2016 года. В июне игрок помог «Эйбару» впервые в истории выйти в Примеру.
В августе 2014 года он вернулся в основную команду «Реал Сосьедада»
7 июля 2017 года «Пари Сен-Жермен» объявил о трансфере защитника. Контракт с 27-летним футболистом рассчитан до 30 июня 2021 года.

## Международная карьера
Берчиче выступал за сборную Испании до 17 лет и сборную Страны Басков.

## Достижения
«Пари Сен-Жермен»
- Чемпион Франции: 2017/18
- Обладатель Кубка Франции: 2017/18
- Обладатель Кубка французской лиги: 2017/18

«Атлетик Бильбао»
- Обладатель Кубка Испании: 2023/24